# سان-أيتيان-سور-شالارون
سان-أيتيان-سور-شالارون (بالفرنسية: Saint-Étienne-sur-Chalaronne)‏ هي بلدية فرنسية تقع في إقليم الآن. رمز إنسي لها هو:1351. أما الرمز البريدي لها فهو: 1140.

## أعلام
- مارسيل روزير